# آ. کوتهاپالی
آ. کوتهاپالی (به انگلیسی: A.Kothapalli) یک منطقهٔ مسکونی در هند است که در آندرا پرادش واقع شده‌است. آ. کوتهاپالی ۱۳٫۳۱ کیلومتر مربع مساحت و ۸٬۶۰۴ نفر جمعیت دارد.